# Lustrzanka cyfrowa

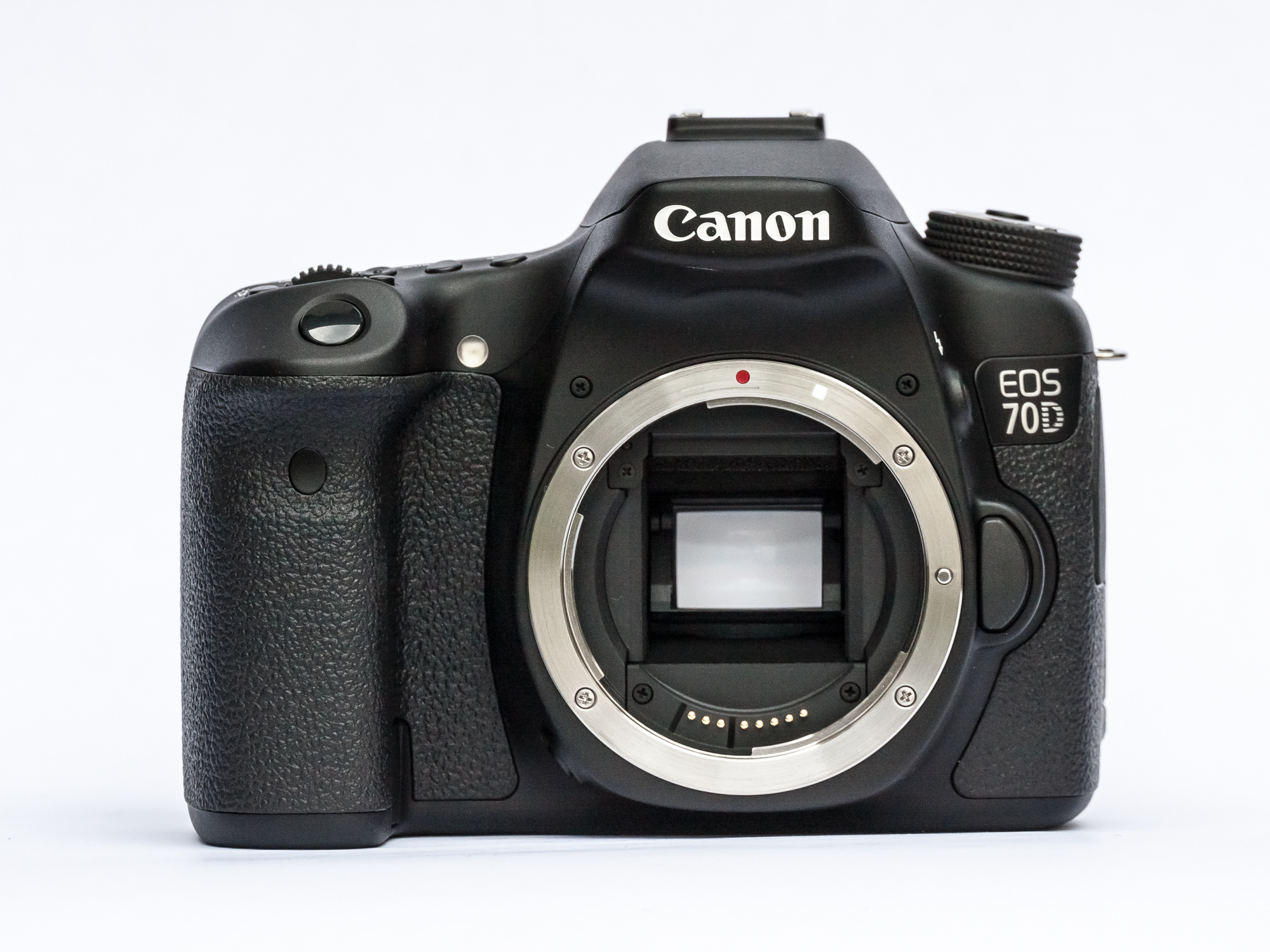
Lustrzanka cyfrowa Canon EOS 70D z widocznym lustrem

Lustrzanka cyfrowa (DSLR, ang. Digital Single Lens Reflex Camera) – rodzaj lustrzanki jednoobiektywowej, w której rolę materiału światłoczułego spełnia matryca światłoczuła; w zależności od rozwiązania jest to matryca CCD lub matryca CMOS. Aparaty tego typu początkowo przeznaczone były głównie do zastosowań profesjonalnych, ale w miarę upływu czasu i obniżenia kosztów produkcji stały się popularnym narzędziem wśród fotografów-amatorów.

## Podział lustrzanek cyfrowych
Ze względu na przeznaczenie, lustrzanki cyfrowe można podzielić na:
- amatorskie (ang. entry level),
- zaawansowane (ang. midrange),
- profesjonalne.

Ze względu na rozmiar matrycy światłoczułej:
- APS-C,
- APS-H,
- 4/3,
- pełna klatka – rozmiar sensora taki jak klatka 35mm.

## Budowa

Zwierciadło, które jest niezbędnym elementem lustrzanki, jest ustawione w korpusie pod kątem 45 stopni do osi optycznej obiektywu. Najczęściej jest ruchome: po naciśnięciu spustu migawki (3) podnosi się (do pozycji 5) i światło bez przeszkód dociera do odsłoniętej matrycy światłoczułej (4).

Lustrzanka cyfrowa wyposażona jest w jeden obiektyw (1) i wbudowane w korpus lustro (2, na rysunku w pozycji dolnej), które kieruje światło padające przez obiektyw na matówkę (5), gdzie tworzy się obraz fotografowanego obiektu, i dalej, przez soczewkę Fresnela (6) i pryzmat pentagonalny (7) do wizjera (8). Są również modele, zwłaszcza starszych aparatów średnioformatowych, w których obraz na matówce obserwuje się bezpośrednio z góry, bez pryzmatu i wizjera.
Wyjątek stanowią aparaty z nieruchomym lustrem półprzepuszczalnym (SLT, ang. Single-Lens Translucent Camera; np. Sony α55 i α33), gdzie część światła odbija się od lustra i trafia do układu AF, a część od początku pada na migawkę (3), zaś po jej otwarciu – na matrycę (4).
Taka konstrukcja znacząco zmniejsza opóźnienie między wciśnięciem spustu a otwarciem migawki aparatu. Eliminuje także drgania pochodzące od podnoszącego się lustra, w momencie wykonywania zdjęcia, co ma duże znaczenie przy średnich czasach naświetlania (od ok. 1/60 s do ok. 1 s). Podobny efekt uzyskuje się, stosując mechanizm blokady podniesionego lustra (MLU, ang. Mirror Lock-Up) przed zrobieniem zdjęcia. Taka konstrukcja nie jest jednak pozbawiona wad, do których należy m.in. ograniczenie (o około 1/3 EV) ilości światła docierającego do matrycy światłoczułej.
Aby umożliwić swobodną obserwację obrazu przez obiektyw przy różnych wartościach liczby przysłony, w lustrzankach stosuje się układ automatycznej przysłony, która przez większość czasu pozostaje całkowicie otwarta, a przymyka się do nastawionej wartości samoczynnie po podniesieniu lustra, tuż przed wyzwoleniem migawki.